# マイケル・マクドナルド (ミュージシャン)
マイケル・マクドナルド（Michael McDonald、1952年2月12日 - ）はアメリカのミュージシャン、シンガーソングライター。ドゥービー・ブラザーズの元メンバー。ブルー・アイド・ソウルと称される声質を特徴として持つタイプのボーカリストの一人であり、ハスキーで深みのある非常に個性的な歌声を披露する。

## 歴史
ミズーリ州セントルイス生まれ。高校の頃からバンド活動を始める。ブルーというバンドにいたころにRCAレコードに見出され、1970年にロサンゼルスに移住、セッションミュージシャンとして活動を始める。1974年にスティーリー・ダンにツアーメンバーとして参加、『うそつきケイティ』でもバックボーカルを務めた。
1975年、ジェフ・バクスターの誘いを受け、病気のために一時的にバンドを離れたトム・ジョンストンの代役としてドゥービー・ブラザーズに加入、ツアーを行う。マクドナルドの加入により、ドゥービーはそれまでのファンキーなギターロックからソウルフルで都会的なAORに音楽性を転換する。1978年の『ミニット・バイ・ミニット』、ケニー・ロギンスと共作した「ホワット・ア・フール・ビリーヴス」は全米1位を記録、グラミー賞の最優秀アルバム、最優秀楽曲を受賞し、マクドナルドの名声を高めた。
ドゥービー・ブラザーズが活動を停止した1982年にソロアルバム『思慕（ワン・ウェイ・ハート）』を発表、「アイ・キープ・フォーゲッティン」のヒットを生む。1983年に発表されたジェームス・イングラムとのデュエット曲「ヤー・モ・ビー・ゼア」は、グラミー賞最優秀R&Bパフォーマンス賞を受賞し、ソロ転向後としては初のグラミー受賞を果たした。1986年にはパティ・ラベルとのデュエット曲「オン・マイ・オウン」を大ヒットさせる。個性的ながらソウルフルかつ甘い歌声から、この当時は「女性歌手が最もデュエットしたい男性歌手」といわれる存在であった。
1990年代以降もAOR界では大御所として人気を博し、1995年にはドゥービー・ブラザーズの再結成ツアーにも参加した。2003年にはモータウンヒットのカバー集『モータウン』を発表し、全米14位のヒットとなる。以後はカバー・アルバムのリリースが続いたが、2017年には自身17年ぶりとなるオリジナル曲によるアルバム『ワイド・オープン』を発表した。

## ディスコグラフィ

### ドゥービー・ブラザーズ
- ドゥービー・ストリート - Takin' It to the Streets（1976年）
- 運命の掟 - Livin' on the Fault Line（1977年）
- ミニット・バイ・ミニット - Minute by Minute（1978年）
- ワン・ステップ・クローサー - One Step Closer（1980年）
- フェアウェル・ツアー - Farewell Tour（1983年） - ライブ・アルバム
- ロッキン・ダウン・ザ・ハイウェイ ザ・ワイルドライフ・コンサート - Rockin' Down the Highway: The Wildlife Concert（1996年） - ライブ・アルバム
- ワールド・ゴーン・クレイジー - World Gone Crazy（2010年） - 1曲にゲスト参加
- サウスバウンド - Southbound（2014年） - 「ホワット・ア・フール・ビリーヴス」のセルフ・カヴァー等にゲスト参加

### ソロ・アルバム
- 思慕（ワン・ウェイ・ハート） - If That's What It Takes（1982年）
- ノー・ルッキン・バック - No Lookin' Back（1985年）
- テイク・イット・トゥ・ハート - Take It to Heart（1990年）
- ブリンク・オブ・アイ - Blink of an Eye（1993年）
- ブルー・オブセッション - Blue Obsession（2000年）
- イン・ザ・スピリット - In the Spirit: A Christmas Album（2001年）
- モータウン - Motown（2003年）
- モータウン2 - Motown Two（2004年）
- Through the Many Winters: A Christmas Album（2005年）
- Soul Speak（2008年）
- ワイド・オープン - Wide Open（2017年）